# Harrodsburg (Indiana)
Harrodsburg – jednostka osadnicza w Stanach Zjednoczonych, w stanie Indiana, w hrabstwie Monroe.